# Joaquín García-Morato
Joaquín García-Morato y Castaño (4 de maio de 1904 - 4 de abril de 1939) foi um militar e aviador espanhol que combateu pelo lado nacionalista durante a Guerra Civil Espanhola. É considerado o maior ás da aviação da guerra civil, tendo abatido 40 aeronaves. Em 1950 o regime franquista concedeu-lhe, a título póstumo, o titulo de Conde de Jarama.